# Phú Tân, Tân Phú Đông
Phú Tân là một xã thuộc huyện Tân Phú Đông, tỉnh Tiền Giang, Việt Nam.

## Địa lý
Xã Phú Tân nằm ở phía đông huyện Tân Phú Đông, có vị trí địa lý:
- Phía đông giáp biển Đông
- Phía tây giáp xã Phú Đông
- Phía nam giáp tỉnh Bến Tre
- Phía bắc giáp huyện Gò Công Đông.

Xã có diện tích 55,66 km², dân số năm 1999 là 3.260 người, mật độ dân số đạt 59 người/km².

## Lịch sử
Xã Phú Tân được thành lập vào năm 1992 trên cơ sở điều chỉnh một phần diện tích và dân số của xã Phú Đông. Khi mới thành lập, xã trực thuộc huyện Gò Công Đông.
Ngày 21 tháng 1 năm 2008, xã Phú Tân chuyển sang trực thuộc huyện Tân Phú Đông mới thành lập.